# Billesdon Brook
Billesdon Brook, född 24 februari 2015, död 10 maj 2022, var ett engelskt fullblod, mest känd för att ha segrat i 1000 Guineas (2018) till skrälloddset 66/1, det högsta vinnaroddset i löpets historia.

## Bakgrund
Billesdon Brook var ett fuxsto efter Champs Elysees och under Coplow (efter Manduro). Hon föddes upp av Stowell Hill Partners och ägdes av Pall Mall Partners och Mrs R. J. McCreery. Hon tränades av Richard Hannon Jr..

## Karriär
Billesdon Brook sprang in totalt 755 633 pund på 26 starter, varav 7 segrar, 7 andraplatser och 3 tredjeplatser. Hon tog karriärens största segrar i Prestige Stakes (2017), 1000 Guineas (2018), Queen Charlotte Fillies' Stakes (2019), Oak Tree Stakes (2019) och Sun Chariot Stakes (2019).
Billesdon Brook debuterade som tvååring, och vann tre löp under debutsäsongen (bland annat Prestige Stakes) och var bland de tre främsta i fyra av sina övriga fem starter. Som treåring kom hon fyra i sin säsongsdebut och skrällvann sedan 1000 Guineas till oddset 66/1. Som treåring tog hon ingen mer seger, men som fyraåring segrade hon i Queen Charlotte Fillies' Stakes, Oak Tree Stakes och Sun Chariot Stakes. Som femåring förblev hon segerlös på sex starter, men slutade tvåa i fyra löp, bland annat Falmouth Stakes.

### Som avelssto
Efter säsongen 2020 var hon verksam som avelssto på Stowell Hill Stud i Somerset. 2022 födde hon fölet Dubawi. Hon tvingades att avlivas den 10 maj 2022 efter att ha drabbats av en tarmblockering.